# Từ Hi (Cao Ly)
Từ Hy (hangul: 서희, phát âm như: Xo Hi, hanja: 徐熙; 942 - 8 tháng 8 năm 998), hay Seo Hui là một chính khách, nhà ngoại giao xuất sắc của Cao Ly. Bằng tài ngoại giao của mình, ông đã thuyết phục được nhà Liêu rút 6 vạn quân ra khỏi Cao Ly, không phải chiến tranh.

## Tiểu sử
Từ Hy là con của Từ Bật (徐弼 Seo Pil), quê ở Incheon (Nhân Xuyên) ngày nay. Từ Bật từng làm quan đến chức Nội Nghị lệnh (Naeuiryeong), đứng đầu Nội Nghị Tỉnh (Naeuiseong) - một bộ phận mưu sĩ của vua Quang Tông. Dòng họ Từ (徐 Seo) là một hào tộc ở Cao Ly. Giống như cha, Từ Hy cũng trở thành quan chức cao cấp của triều đình. Một người con của Từ Hy là Từ Nột (徐讷 Seo Nul) làm quan đến chức Môn hạ Thị trung (Munha sijung) quyền lực tương đương bộ trưởng. Một người con khác là Từ Duy Kiệt (徐惟杰 Seo Yu-geol) làm quan đến chức Tả Phó xạ (Jwabokya), chức quan thứ hai trong Thượng thư Tỉnh (Sangseoseong). Một trong những người con gái của Seo Hui trở thành Hoàng Hậu, vợ của vua Hiển Tông.

## Sự nghiệp
Sau khi thi đỗ cao trong kỳ thi tuyển của triều đình, tháng 3 năm 960, Từ Hy bắt đầu làm quan trong triều đình, kinh qua nhiều vị trí ở các cơ quan khác nhau. Năm 960, giữ chức Quảng Bình viện Ngoại lang (广评员外郎 Gwangpyeongwon oerang), sau chuyển sang Nội thị Nghị lang (内议侍郎 Naesi uirang).
Năm 972, Cao Ly Quang Tông phái Từ Hy làm sứ giả sang nhà Tống (đời vua Tống Thái Tổ) để bang giao hai nước Cao Ly và nhà Tống.
Năm 983, Từ Hy được vua Cao Ly Thành Tông giao chức Binh quan Ngự sự (兵官御事 Byeonggwan eosa), phụ trách việc quân sự. Từ vị trí này, Từ Hy được bổ làm Nội sử Thị lang Bình chương sự (內史侍郎平章事 Naesasirang pyeongjangsa) - vị trí cao thứ hai trong Nội Nghị Tỉnh (như Hội đồng Cơ mật). Sau đó, lên vị trí cao nhất của cơ quan này, chức Thái Bảo Nội Sử lệnh (太保内史令 Taebo Naesaryeong). Trong khi giữ các cương vị đối nội cấp cao như thế, Seo Hui vẫn được cử tham gia đoàn ngoại giao của Cao Ly sang Tống để tái lập quan hệ ngoại giao năm 992.
Năm 993, tướng Liêu là Tiêu Tốn Ninh (蕭遜寧) dẫn 6 vạn quân tấn công vào Pongsan, buộc quan quân Cao Ly phải rút về phía nam sông Đại Đồng (Taedong). Quân Liêu yêu cầu Cao Ly đầu hàng và dâng đất cho nhà Liêu. Tiêu Tốn Ninh đã viết thư yêu cầu Cao Ly Thành Tông phải đầu hàng: "Đất nước vĩ đại của chúng tôi sắp thống nhất đất đai bốn phương" và để biện minh cho cuộc xâm lược này bằng cách buộc tội Cao Ly: "Đất nước của ngài không quan tâm đến nhu cầu của người dân, chúng tôi thay mặt nó long trọng thực hiện hình phạt của trời".
Ban đầu, vua Cao Ly Thành Tông định chấp nhận dâng đất cầu hòa, lên kế hoạch theo lời khuyên của những nhà đàm phán để nhường lãnh thổ phía bắc Bình Nhưỡng ngày nay cho nhà Liêu và vẽ biên giới Liêu-Cao Ly theo một đường thẳng giữa Hoàng Châu và P'aryŏng. Tuy nhiên, Từ Hy tin rằng quân Liêu đang hành động với tư thế họ "sợ hãi chúng ta" và cầu xin nhà vua "trở về kinh đô và để chúng tôi, các tướng sĩ của ngài, tiến hành thêm một trận chiến nữa". Vì vậy, gọi một cách khoa trương vùng đất mà Cao Ly Quang Tông đã chinh phục từ người Nữ Chân và vùng đất mà người Khiết Đan nhà Liêu hiện nắm giữ là "lãnh thổ Cao Câu Ly cũ". Kết quả, Từ Hy đã thuyết phục được vua Cao Ly Thành Tông nên ra sức chiến đấu.
Sau trận đánh thành An Nhung (Anyung), quân Liêu đã bị chặn lại. Đại quân Cao Ly từ phía nam cũng đến chi viện cho thành An Nhung. Khương Hàm Tán (Gang Gam-chan) đã đề nghị Cao Ly Thành Tông tiến hành đàm phán với quân Liêu đế tránh chiến tranh kéo dài. Từ Hy sang doanh trại quân Liêu, thuyết phục tướng Liêu rằng Cao Ly kế thừa Cao Câu Ly, điều đã được người Khiết Đan chấp nhận. Một phần cuộc trò chuyện của họ được trích dẫn:

Tiêu Tốn Ninh: "Đất nước của ngài phát sinh trên lãnh thổ Tân La. Lãnh thổ Cao Câu Ly thuộc quyền sở hữu của chúng tôi. Nhưng ngài đã lấn chiếm nó. Đất nước của các ngài được kết nối với chúng tôi bằng đường bộ, vậy mà các ngài lại vượt biển để phục vụ nhà Tống. Vì điều này mà đất nước vĩ đại của chúng tôi đã đến tấn công các ngài. Nếu ngài nhường đất cho chúng tôi và thiết lập quan hệ chư hầu thì mọi việc sẽ ổn thỏa".

Từ Hy: "Không phải vậy. Đất nước chúng tôi trên thực tế trước đây là Cao Câu Ly, và đó là lý do tại sao nó được đặt tên là Cao Ly và có thủ đô ở Bình Nhưỡng. Nếu ngài muốn bàn về ranh giới lãnh thổ, thì Đông đô của nước ngài nằm trong biên giới của chúng tôi… Hơn nữa, đất đai hai bên sông Áp Lục cũng nằm trong biên giới của chúng tôi, nhưng người Nữ Chân hiện đã cướp mất nó…. Nếu ngài bảo chúng tôi đánh đuổi người Nữ Chân, thu hồi lãnh thổ cũ, xây dựng pháo đài, mở đường, thì sao chúng tôi dám không có quan hệ chư hầu?”

Quân Liêu đồng ý và rút lui. Cao Ly lấy lại được phần đất bị người Khiết Đan chiếm và vùng thượng du sông Áp Lục (lúc đó đang bị chiếm giữ bởi các bộ tộc Nữ Chân chuyên gây rắc rối cho nhà Liêu, với lý do rằng trong quá khứ vùng đất này thuộc về Cao Câu Ly) được hợp nhất vào lãnh thổ Cao Ly. Tuy nhiên Cao Ly trở thành chư hầu của nhà Liêu.
Vì vậy, ông báo cáo với Cao Ly Thành Tông rằng ông đã ký một thỏa thuận với Tiêu Tốn Ninh để cùng "tiêu diệt người Nữ Chân" và chiếm giữ đất đai của họ để Cao Ly và Liêu có biên giới đất liền gần hơn và quan hệ triều cống tương xứng. Ông than thở rằng người Nữ Chân sẽ chỉ cho phép Cao Ly vùng đất phía nam sông Áp Lục, nhưng đã hình dung ra một tương lai trong đó tình trạng giam cầm này sẽ thay đổi.
Quân Khiết Đan rút lui vào tháng 12 năm 993 và nhượng lại lãnh thổ phía đông sông Áp Lục sau khi Cao Ly đồng ý chấm dứt liên minh với nhà Tống (đời vua Tống Thái Tông).
Sau đó, Từ Hy củng cố lãnh thổ mới được mở rộng từ năm 994, mang lại cho Cao Ly chiến thắng quyết định trong các cuộc kháng chiến chống Liêu xâm lược thứ hai và thứ ba sau khi ông qua đời.
Ngày 8 tháng 8 năm 998, vào đời vua Cao Ly Mục Tông, Từ Hy qua đời, hưởng thọ 57 tuổi.